# Municipio de Noxen
El municipio de Noxen (en inglés: Noxen Township) es un municipio ubicado en el condado de Wyoming en el estado estadounidense de Pensilvania. En el año 2000 tenía una población de 951 habitantes y una densidad poblacional de 12 personas por km².

## Geografía
El municipio de Noxen se encuentra ubicado en las coordenadas 41°25′00″N 76°04′59″O / 41.41667, -76.08306.

## Demografía
Según la Oficina del Censo en 2000 los ingresos medios por hogar en la localidad eran de $30,400 y los ingresos medios por familia eran $35,833. Los hombres tenían unos ingresos medios de $29,444 frente a los $16,691 para las mujeres. La renta per cápita para la localidad era de $14,488. Alrededor del 17,1% de la población estaban por debajo del umbral de pobreza.